# Мюллер, Иван (музыкант)
И́ван Мю́ллер (нем. Iwan Müller, иногда пишется как Ywan Müller; 3 декабря 1786, Ревель — 4 февраля 1854, Бюккебург) — русский кларнетист-виртуоз, композитор, музыкальный мастер немецкого происхождения. Получил известность как создатель новой для своего времени модели кларнета с 13 клапанами.

## Биография
На раннем этапе творческой карьеры Мюллер играл в камерном ансамбле в Санкт-Петербурге. Уже тогда он начал предпринимать попытки улучшения конструкции клапанов кларнета.
В начале XIX века кларнет был достаточно технически несовершенным инструментом. Некоторые хроматические звуки были недостаточно интонационно чистыми, и композиторам при написании музыки приходилось учитывать особенности инструмента. Мюллер уточнил расположение звуковых отверстий на корпусе кларнета, изобрёл новую форму клапанов (вместо использовавшихся ранее плоских клапанов с кожаной подкладкой он сконструировал объёмные «таблеткообразные»), предложил новое расположение мундштука (тростью вниз) и сделал ряд других усовершенствований.
К 1809 году он окончательно оформил новую модель инструмента и при поддержке парижского банкира М. Пети основал фабрику, на которой производились такие кларнеты. Первое сольное выступление Мюллера на новом инструменте произвело сильное впечатление на музыкальную общественность, и кларнет системы Мюллера начал быстро завоёвывать популярность среди музыкантов, в числе которых были Генрих Берман и Иоганн Хермштедт. В 1810 году Мюллер написал «Школу усовершенствованного кларнета».
В 1812 году Мюллер представил новый кларнет на суд профессоров Парижской консерватории, которые приняли его весьма прохладно (едва ли не определяющую роль сыграл в этом главный кларнетист Консерватории Жан-Ксавье Лефевр), что не помешало Мюллеру, однако, успешно продвигать свой инструмент среди музыкантов.
Среди других изобретений Мюллера — лигатура, особое устройство для прикрепления трости к мундштуку. До этого времени в качестве лигатуры использовался особый шнурок (на немецких и австрийских моделях кларнета шнурок применяется до наших дней).
В 1820 году Мюллер покинул Париж, жил и работал некоторое время в России, позднее в Касселе, Берлине, в Швейцарии, Лондоне, в конце жизни работал придворным музыкантом в Бюккебурге.
Мюллер — автор ряда сочинений: Концертной симфонии для двух кларнетов, трёх квартетов для кларнета и струнных, различных произведений для кларнета и фортепиано, а также шести концертов для флейты с оркестром.